# Ronnie (biografi)
Ronnie är The Rolling Stones-gitarristen Ronnie Woods självbiografi, utgiven 2007. 2009 utgavs boken på svenska av förlaget BTM Books, i översättning av Björn Lundqvist.